# Blooming onion
Blooming onion, hay còn được gọi là onion bloom, onion blossom, onion flower, bloomin' onion, Australian onion hoặc onion mum, là một món ăn bao gồm một củ hành tây lớn, được cắt giống như một bông hoa (sau khi nó nở ra khi ngâm trong nước đá), tẩm bột, rồi chiên ngập dầu, và thường được ăn kèm với xốt chấm. Nó được phục vụ như một món khai vị tại một số nhà hàng.

## Lịch sử
Các tài liệu tham khảo về món "onion mum" bao gồm một củ hành tây được cắt thành hình bông hoa đã có từ năm 1947, mặc dù món ăn này không được chiên hoặc nấu hành tây. Phiên bản chiên phổ biến hơn của món ăn có thể được phát minh vào năm 1985 tại nhà hàng ở New Orleans, Russell's Marina Grill, nơi người sáng lập Outback Steakhouse tương lai, Tim Gannon làm việc vào thời điểm đó.
Món ăn đã rất phổ biến ở Hoa Kỳ khi nó xuất hiện với tên gọi "Bloomin' Onion", một đặc điểm đặc trưng của Outback Steakhouse khi chuỗi quốc gia đó mở cửa vào năm 1988. Nó thường được phục vụ với xốt chấm đặc trưng của nhà hàng.
Từ ngày 21 tháng 6 năm 2016, Outback Steakhouse bắt đầu phục vụ một biến thể duy nhất trong thời gian giới hạn của Bloomin' Onion, Loaded Bloomin' Onion.

## Dinh dưỡng
Quá trình chuẩn bị trứng và chiên ngập dầu của món ăn có nghĩa là nó chứa nhiều calo; một củ hành tây nở với nước xốt chứa khoảng 1.660 calo và 87g chất béo. Vào năm 2007, một nghiên cứu của Trung tâm Khoa học vì Lợi ích Công cộng đã tìm thấy hàm lượng chất béo là 116g, bao gồm 44g chất béo bão hòa và chất béo chuyển hóa kết hợp.
Khi nó tồn tại, Awesome Blossom có phong cách tương tự tại Chili's đã được tạp chí Men's Health liệt kê trong bảng xếp hạng "20 món khai vị tệ nhất ở Mỹ" vào năm 2008 vì lượng calo và chất béo cao, với 2.710 calo, 203g (1.827 calo) chất béo, 194g carbohydrate và 6.360 miligam natri, với lượng chất béo tương đương với 67 lát thịt lợn muối xông khói. Để tham khảo, Lượng tiêu thụ hàng ngày tham khảo của Hoa Kỳ đối với chất béo là 65g và đối với natri là 2.300 mg, giả sử chế độ ăn tối đa là 2.000 calo, trong khi khuyến nghị về năng lượng thực phẩm hàng ngày điển hình nằm trong khoảng từ 1.600 đến 3.000 calo.